# Mona Lisa and the Blood Moon
Mona Lisa and the Blood Moon (dt.: „Mona Lisa und der Blutmond“) ist ein US-amerikanischer Spielfilm von Ana Lily Amirpour aus dem Jahr 2021.
Im Jahr seiner Veröffentlichung wurde der Fantasy-Abenteuerfilm im Wettbewerb der 78. Internationalen Filmfestspiele von Venedig uraufgeführt.

## Handlung
Eine junge Frau, Mona Lisa, die andere Menschen in eine Art Hypnose versetzen und ihre Handlungen bestimmen kann, flieht aus einer Irrenanstalt. Es gelingt ihr, sich nach New Orleans durchzuschlagen, wo sie sich mit einer Stripperin und deren Sohn anfreundet. Immer wieder greift sie mit ihrer Superkraft ein, wenn andere sich unfair oder demütigend verhalten. Dabei wird sie von der Polizei verfolgt, die sie für extrem gefährlich hält. Als Mona Lisa erkennt, dass die Stripperin sie nur benutzt, nimmt sie abermals Reißaus, dieses Mal zusammen mit deren Sohn, dem zehnjährigen Charlie.

## Hintergrund

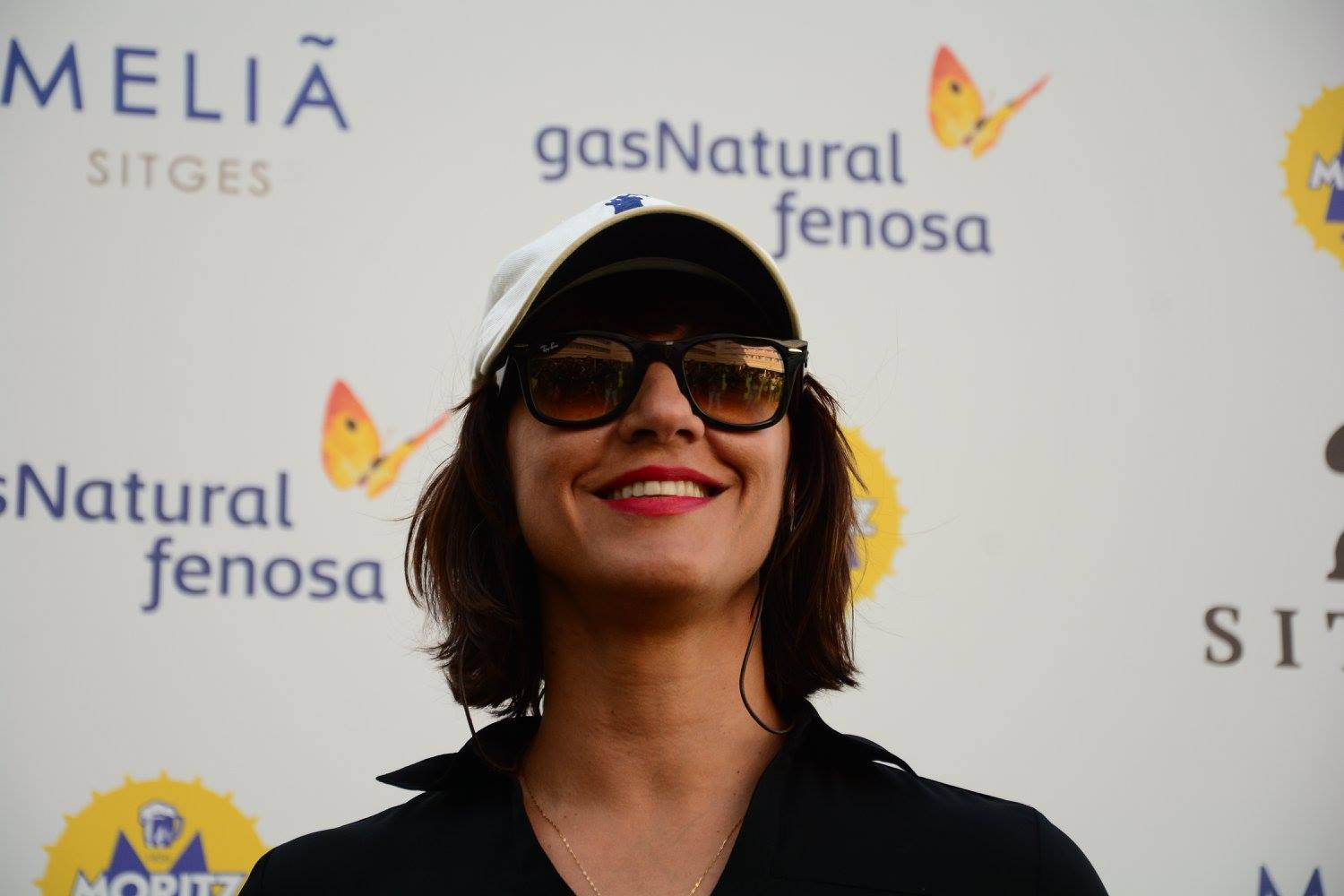
Ana Lily Amirpour (2017)

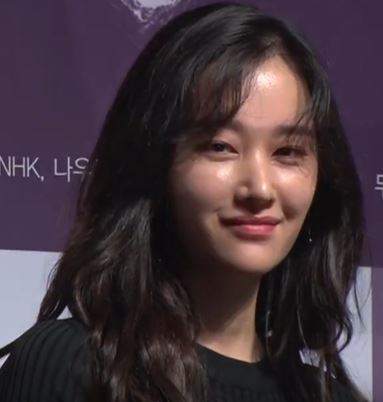
Hauptdarstellerin Jeon Jong-seo (2018)

Mona Lisa and the Blood Moon ist der dritte Spielfilm von Ana Lily Amirpour, für den sie auch das Drehbuch verfasste. Inspiriert wurde sie dabei von den Fantasyfilmen der 1980er- und 1990er-Jahre, die sie als Kind gesehen hatte. Amirpour, die sich aufgrund des kulturellen Unterschieds ihrer Familie als Außenseiterin gefühlt hatte, bezeichnete den Film als „Abenteuer-Märchen“. Sie gab an, sie habe mit der Figur der Mona Lisa einen neuen Heldentyp erschaffen wollen, „der sich den Problemen einer modernen und verdrehten Realität“ stelle. Amirpour wollte „herausfinden, was persönliche Freiheit in einer chaotischen Gesellschaft bedeutet, die es schwer macht, sich frei zu fühlen“.

„Als ich in Amerika aufwuchs, war mir immer bewusst, dass ich ein Außenseiter bin. Wir kamen von woanders, sprachen eine andere Sprache, und es war schwer zu wissen, wo ich hingehöre. Die Fantasy-Filme, die ich als Kind geliebt habe, gaben dem Außenseiter Macht. In ihnen fand ich Helden, die mir das Gefühl gaben, gesehen zu werden und die mein Streben nach persönlicher Freiheit beflügelten. In meinen Filmen ist der größte Antagonist das System und wie es uns ein bestimmtes Verhalten aufzwingt und letztendlich beeinflusst, wie wir uns sehen und wo wir dazugehören.“

Für die Hauptrolle wurde die südkoreanische Schauspielerin Jeon Jong-seo verpflichtet, die in Mona Lisa and the Blood Moon ihr englischsprachiges Kinodebüt gibt. Sie hatte mit ihrer ersten Filmrolle in Lee Chang-dongs vielfach preisgekröntem Drama Burning (2018) international für Aufsehen gesorgt. In weiteren Rollen wurden u. a. Kate Hudson, Craig Robinson und Ed Skrein verpflichtet.
Die Dreharbeiten begannen am 1. Juli 2019 an Originalschauplätzen in New Orleans. Amirpour arbeitete erneut mit Szenenbildner Brandon Tonner-Connolly sowie der Kostümdesignerin Natalie O’Brien zusammen, die sie von ihrem vorangegangenen Film The Bad Batch (2016) kannte. Für die Produktion zeichneten John Lesher und Dylan Weathered (Le Grisbi Productions) gemeinsam mit Adam und Robert Mirels (141 Entertainment) verantwortlich.

## Veröffentlichung
Der Film wurde am 5. September 2021 beim 78. Filmfestival von Venedig uraufgeführt.

## Auszeichnungen
Für Mona Lisa and the Blood Moon erhielt Ana Lily Amirpour ihre zweite Einladung in den Wettbewerb um den Goldenen Löwen, den Hauptpreis des Filmfestivals.